# Metrobus (Buenos Aires)
O Metrobus de Buenos Aires é uma rede de 50.5km de linhas e estações separadas dos autocarros normais que servem a cidade de Buenos Aires, capital da Argentina. Desenhada como um sistema de Bus Rapid Transit que junta alguns autocarros bi-articulados com outros convencionais. A marcha é a mesma que existia antes da implementação do sistema, e não tem a marca da rede de autocarros que a usam (mantém a sua anterior marca como linhas de autocarro comuns com os seus próprios números). O serviço funciona 24 horas por dia e 365 dias por ano, com frequências de dois a quatro minutos de dia e 10 a 15 minutos à noite.

## História
O primeiro segmento da rede abriu ao público em Maio de 2011, e segue a Avenida  Juan B. Justo ligando os bairros de Liniers e Palermo. O segmento possui 21 estações e 12km de extensão. O segundo segmento abriu no dia 24 de Julho de 2013, ao longo da Avenida 9 de Julho com 17 estações com três quilómetros de extensão. Já o terceiro segmento abriu ao público no dia 14 de Agosto de 2013 com 36 paragens e 23km de extensão. Abarca artérias importantes do sul de Buenos Aires, levando da estação de comboios da Constitución da Linha General Roca às fronteiras da cidade (Avenida General Paz). Nalgumas partes deste segmento da rede (Avenida Rabanal) as linhas de autocarro fundem-se com o tráfego geral e regressam mais adiante à linha dedicada.
A 9 de Outubro de 2013 o Governo da Cidade anunciou planos para expandir a rede, que vai ficar com uma extensão de 56km. Quando estiver completa terá um total de sete linhas, que se estima terem um tráfego diário de 1.2 milhões de passageiros.
A quarta linha, Metrobus Cabildo, abriu em Junho de 2015 e liga o Congresso de Tucumán (terminal da Linha D do Metro de Buenos Aires) a Vicente López na Grande Buenos Aires. Este segmento iria ser originalmente coberto pela Linha D na sua extensão para as fronteiras da cidade, mas a criação do Metrobus torna improvável a extensão da linha.
Em 2015 foi anunciada uma oitava linha entre o Norte e o Sul na parte ocidental da cidade, ligando a maioria das linhas Este-Oeste. Esta linha irá substituir a Linha I planeada para o Metro de Buenos Aires, sendo que algumas das suas partes deverão ser subterrâneas e incluir autocarros eléctricos.

## Linha Juan B. Justo

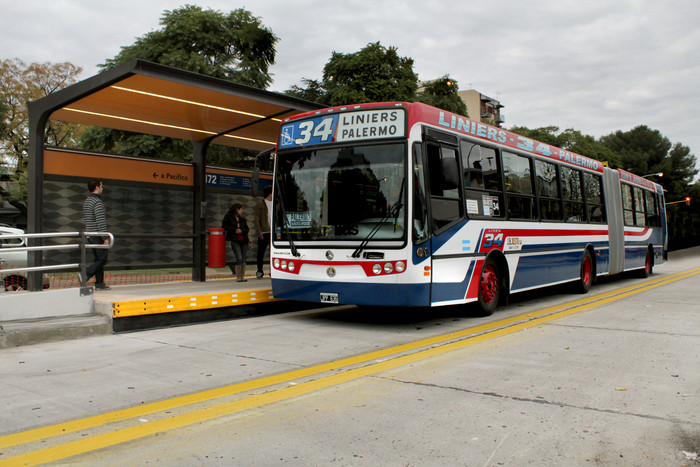
Autocarro articulado numa estação da Linha Juan B. Justo

A Metrobus Juan B. Justo foi a primeira linha a entrar ao serviço, em 2011, cobrindo toda a avenida Juan B. Justo. Tem 21 estações ao longo dos seus 12km, transportando cerca de 100 mil passageiros por dia numa frequência de autocarros a cada dois minutos. Estima-se que a implementação do Metrobus na avenida reduziu os tempos de viagem em 40 por cento, combinando com as linhas B e D do Metro de Buenos Aires e com as linhas ferroviárias de Sarmiento e San Martín.
A implementação desta linha foi criticada por alguns comerciantes da avenida, que não poderiam receber encomendas a horas de ponta devido ao reduzido número de linhas para o tráfego regular, algo resolvido ao criar horas específicas para entregas. O segmento também aumentou em 30 por cento as viagens de autocarro devido aos tempos de deslocação mais curtos e ao aumento das frequências dos serviços.
A mesma linha exclusiva do Metrobus é usada pelos veículos de emergência.

## Linha 9 de Julio

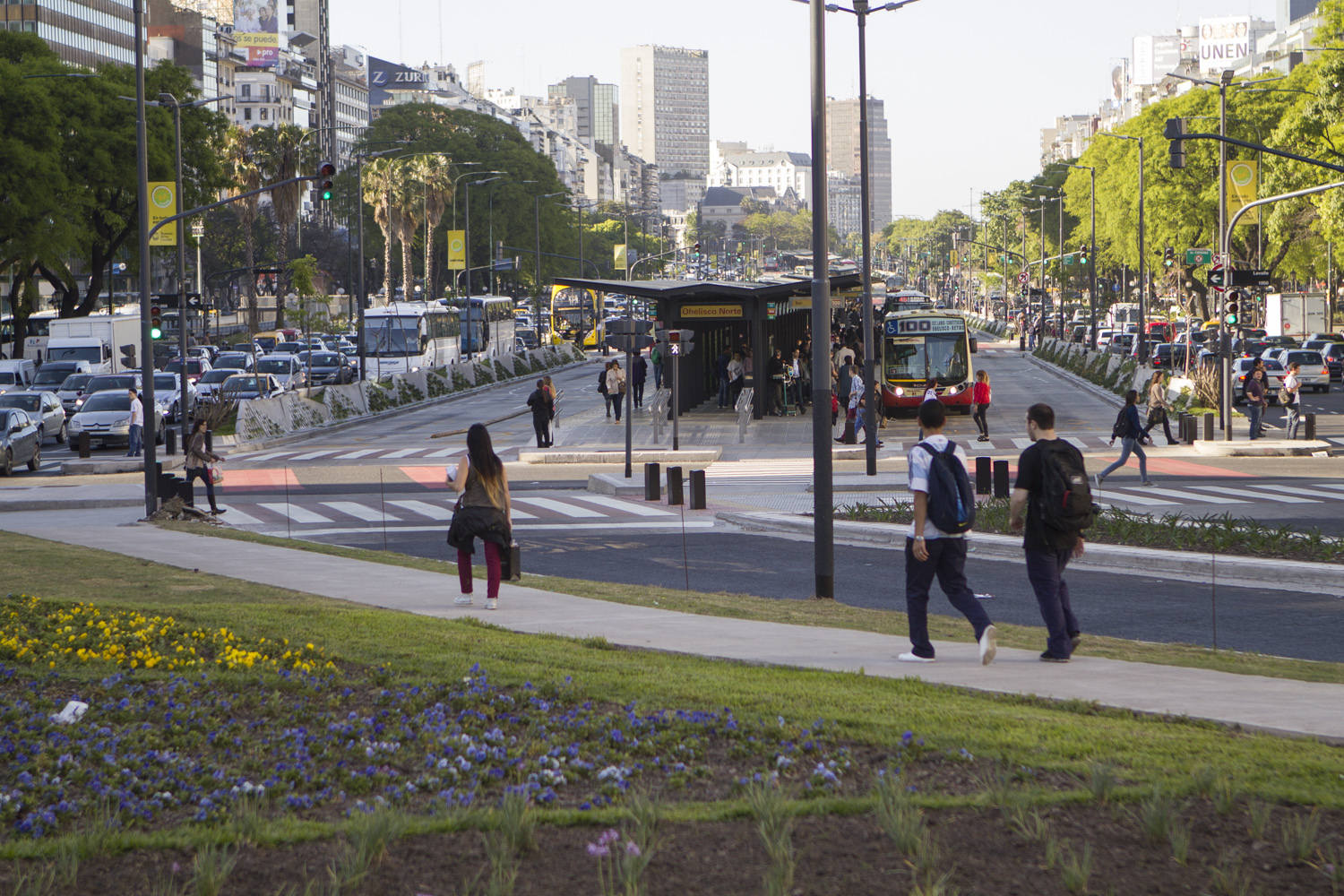

A Metrobus 9 de Julio tem três quilómetros de extensão e 13 estações na Avenida 9 de Julho, seguindo o mesmo percurso da Linha C do Metro de Buenos Aires. Serve 11 linhas de autocarros e reduz o tempo de deslocação em 50 por cento naquela. O principal objectivo desta linha é conectar duas das mais movimentadas estações de comboios da cidade: Retiro e Constitución; e servir cerca de 250 mil passageiros por dia que usam autocarros ao longo da avenida. A viagem demora 15 minutos, metade do que um autocarro demorava antes da construção da linha.
O Governo argentino da altura criticou a sobreposição da linha com a Linha C do Metro, mas não há provas que o número de passageiros da linha tenha diminuído. Também foi alvo de críticas porque iria fazer desaparecer várias árvores da avenida, mas a cidade estabeleceu que depois do fim da construção haveria mais 550 árvores face a antes do início das obras. Em Maio de 2015 abriram dois novos túneis de 90 e 230 metros no limite sul da cidade. Estes túneis partem e chegam à estação de comboios da Constitución e estão desenhadas para diminuir o tráfego de superfície na área ao redor da estação, bem como para diminuir o tempo das viagens na linha.

## Linha Sur

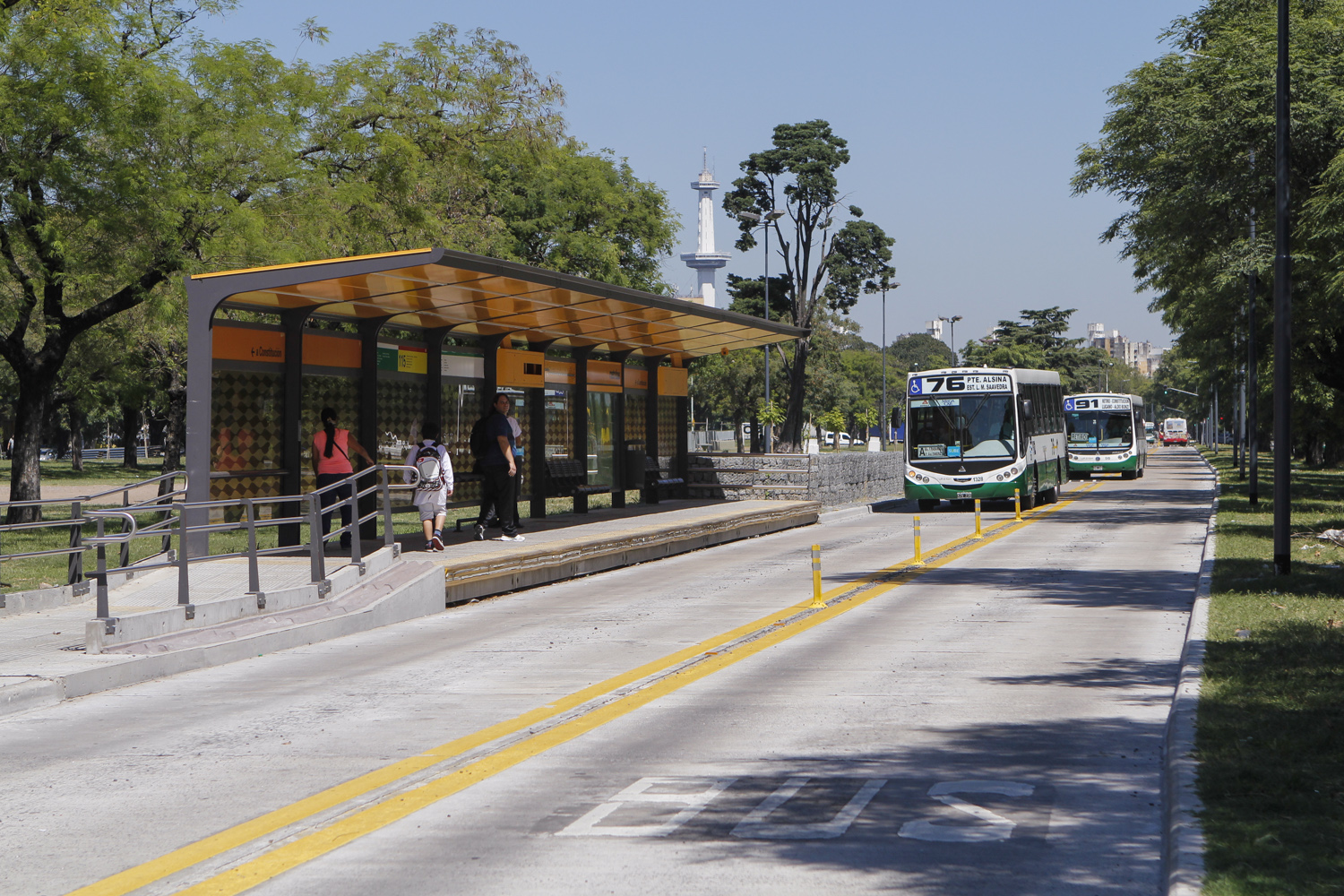

A Metrobus Sur foi inaugurada em 2013, ligando a estação da Constitución ao sul da cidade, terminando na Puente Noria, no limite entre a cidade e a Grande Buenos Aires. A linha tem dois ramais, 23km e 37 estações. Liga-se ao PreMetro no seu terminal em General Salvio, à Linha H do Metor e ao terminal da Constitución da Linha C. Tem ainda ligação ao caminho-de-ferro General Roca.
Desde 2015 há uma combinação com a Linha H em Saénz e um terminal de transbordo na linha de comboios Belgrano Sur. A linha deve servir cerca de 250 mil passageiros por dia, aumentar o uso do transporte em 30 por cento e reduzir o tempo da deslocação em 15 por cento.

## Linha Cabildo

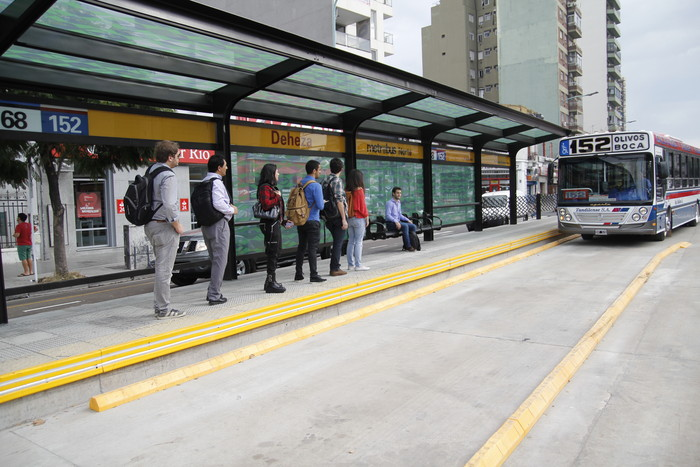
Autocarro na estação de Deheza

A Metrobus Cabildo abriu ao público no dia 17 de Junho de 2015, como um serviço afluente à Linha D do Metro no terminal no Congresso de Tucumán (onde foram construídas novas entradas para acomodar a linha do Metrobus) tornando a primeira linha de Metrobus a sair da cidade de Buenos Aires entrando na Grande Buenos Aires. Tem uma extensão de 2.1km e pretende reduzir a congestão na área com a grande afluência de passageiros a embarcar para a Linha D, criando ao mesmo tempo um terminal nos limites da cidade na Autoestrada General Paz. Este destina-se aos passageiros dos subúrbios da parte Norte da Grande Buenos Aires, em locais como Olivos e Vicente López.
Esta linha de Metrobus custou cerca de 265 milhões de pesos argentinos e deve beneficiar cerca de 200 mil pessoas. É um afluente da Linha D, algo que foi discutido durante vários anos, chegando a ser equacionado o uso do PreMetro com uma nova Linha D1. Contudo, o Metrobus acabou por se mostrar mais apelativo aos planejadores da cidade.
Em 2016 foi anunciada a extensão da linha desde o Congresso de Tucumán até ao Viaduto Caranza. Ficará assim sobreposto totalmente com a linha D do Metro. A obra está orçada em mais de 350 milhões de pesos argentinos e inclui uma linha de 2.7km. Os comerciantes da zona estão contra a empreitada, alegando que destrói o comércio. No mesmo ano foi anunciada a expansão da linha Metrobus Cabildo até à Plaza Italia, com 1.1km entre as ruas Carranza e Thames. O custo estimado ronda os 100 milhões de pesos argentinos.

## Linha 25 de Mayo

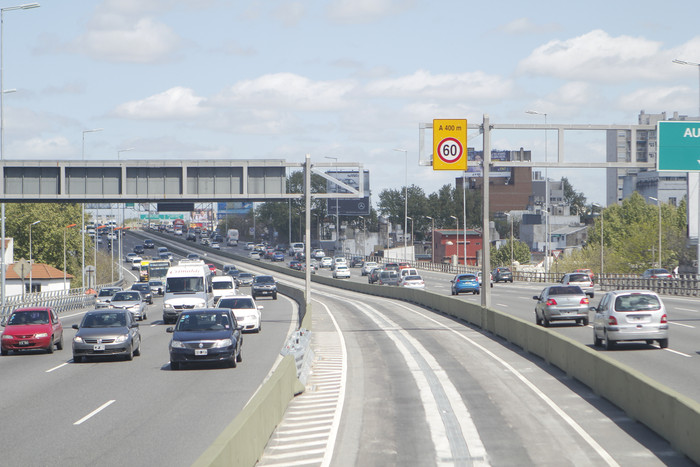
Linha Central Metrobus na autoestrada 25 de Mayo

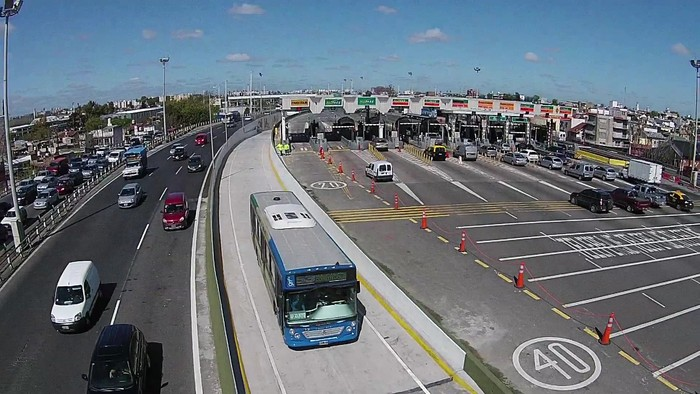
Um autocarro na Linha 25 de Mayo perto das portagens da Dellepiane

Aberta no dia 5 de Outubro de 2015, a Metrobus 25 de Mayo foi a primeira linha a operar numa autoestrada. A linha começa na intersecção das autoestadas Perito Moreno, Cámpora, Dellepiane e 25 de Mayo, continuando ao longo da 25 de Mayo antes de chegar junto da estação de comboios da Constitución e da autoestrada Perito Moreno. Aqui dá acesso à Avenida 9 de Julho, à Linha de Metrobus 9 de Julio e às Linhas C e E do Metro de Buenos Aires (a norte); e ainda às Linhas Roca, linha de comboios General Roca e à Linha C a sul. Com 7.5km de extensão, esta linha de Metrobus deve transportar cerca de 120 mil pessoas por dia.
A linha tem características muito diferentes do resto da rede, com uma linha única de seis metros no meio da 25 de Mayo. É activada só na hora de ponta e partilhada com os veículos de emergência. O espaço usado pelo Metrobus entre o tráfego regular já existia, não sendo criado mais espaço na autoestrada 25 de Mayo, que continua a ter quatro vias em cada sentido. Contudo, foram construídos novos túneis e rampas de acesso para acomodar o Metrobus. A linha está aberta entre as 06h00 e as 12h00 de manhã rumo à cidade; e depois das 15h00 às 21h00 ao fim da tarde, com os autocarros a circularem para fora do centro da cidade. A linha é também a primeira a ser usada para acomodar autocarros de longo curso deixando a cidade de e para o Ocidente e Sul da Argentina. Espera-se que estes autocarros sejam a maioria do tráfego da linha. Os tempos de viagem para os serviços locais e de longo curso nesta linha devem ser reduzidos em metade.
Está também a ser construído um novo terminal para reduzir a sobrelotação do terminal de autocarros de Retiro em cerca de 40 por cento. Este novo terminal localiza-se no início da linha de Metrobus, nas intersecções das autoestradas Dellepiane e 25 de Mayo. A intenção é reduzir a quantidade de autocarros de longo curso a entrarem no centro da cidade. No terminal, o Metrobus vai ficar ligado à Linha E  do Metro de Buenos Aires numa nova estação proposta. Antes da abertura da linha de Metrobus foi construído um novo complexo intermodal no ponto ocidental da linha, onde o terminal vai ficar.

## Galeria

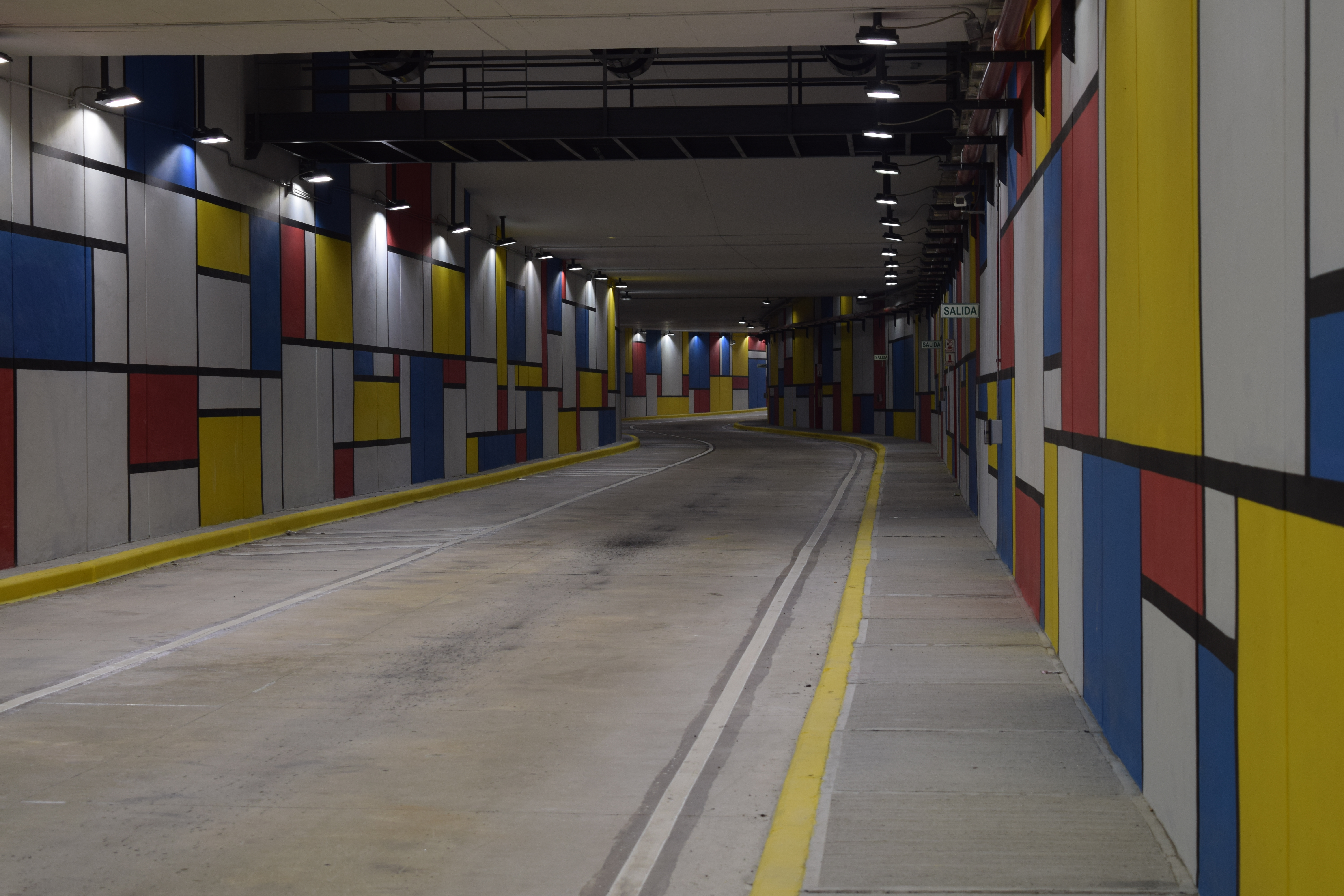
Um dos túneis na Linha 9 de Julio.
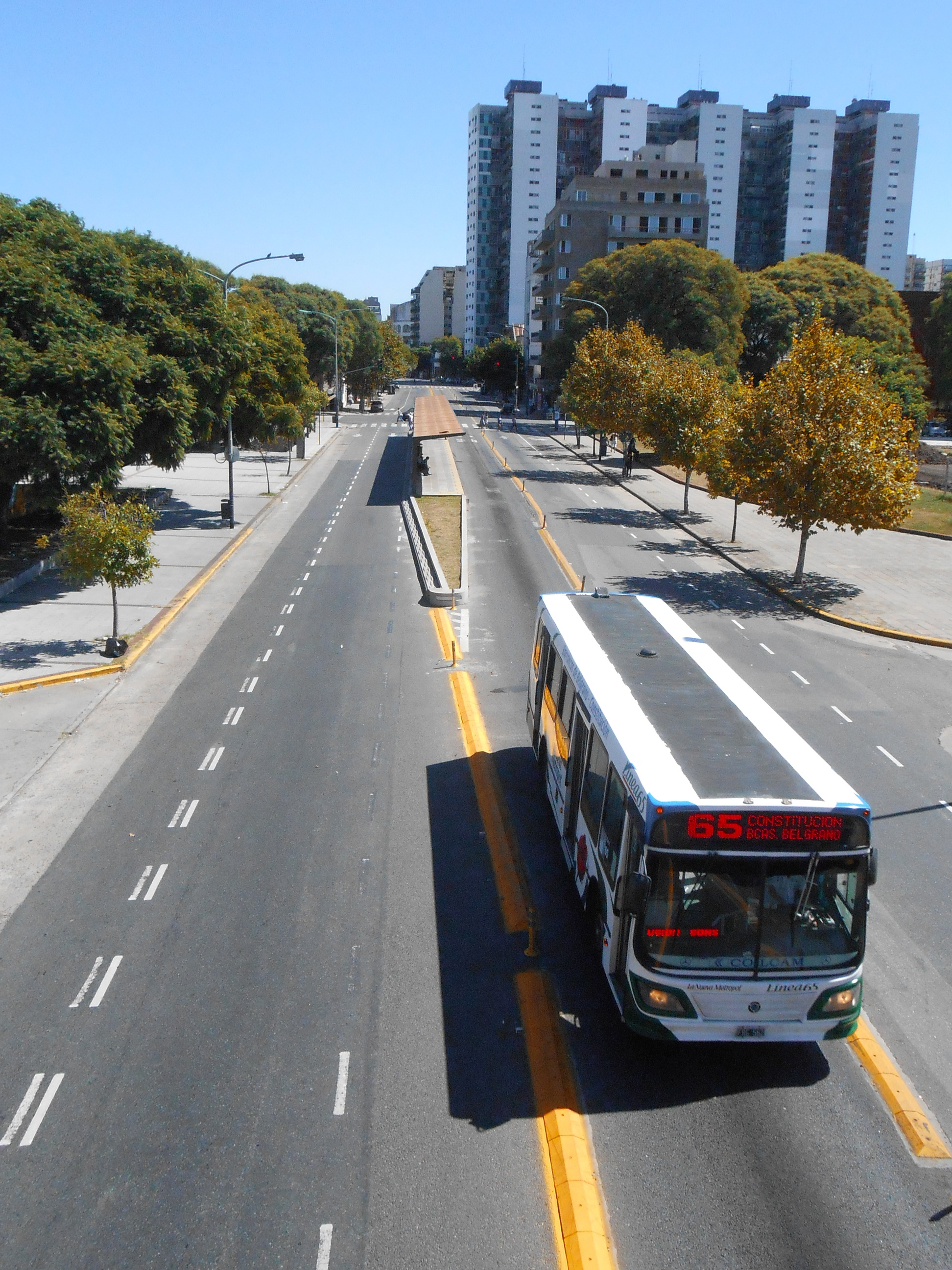
O autocarro 65 a deixar uma das estações.
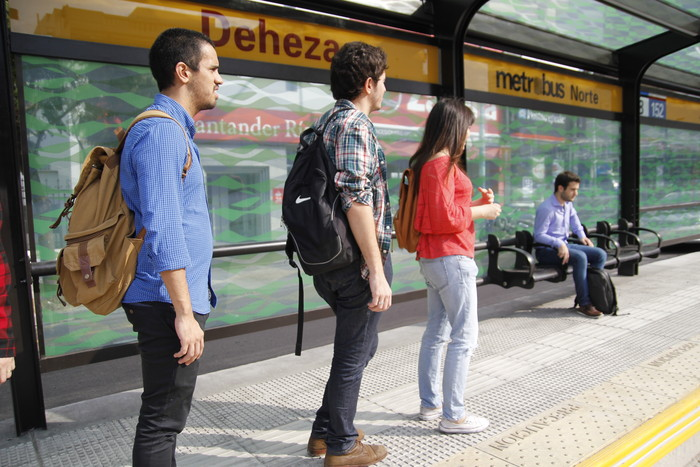
Estação da Linha de Cabildo.
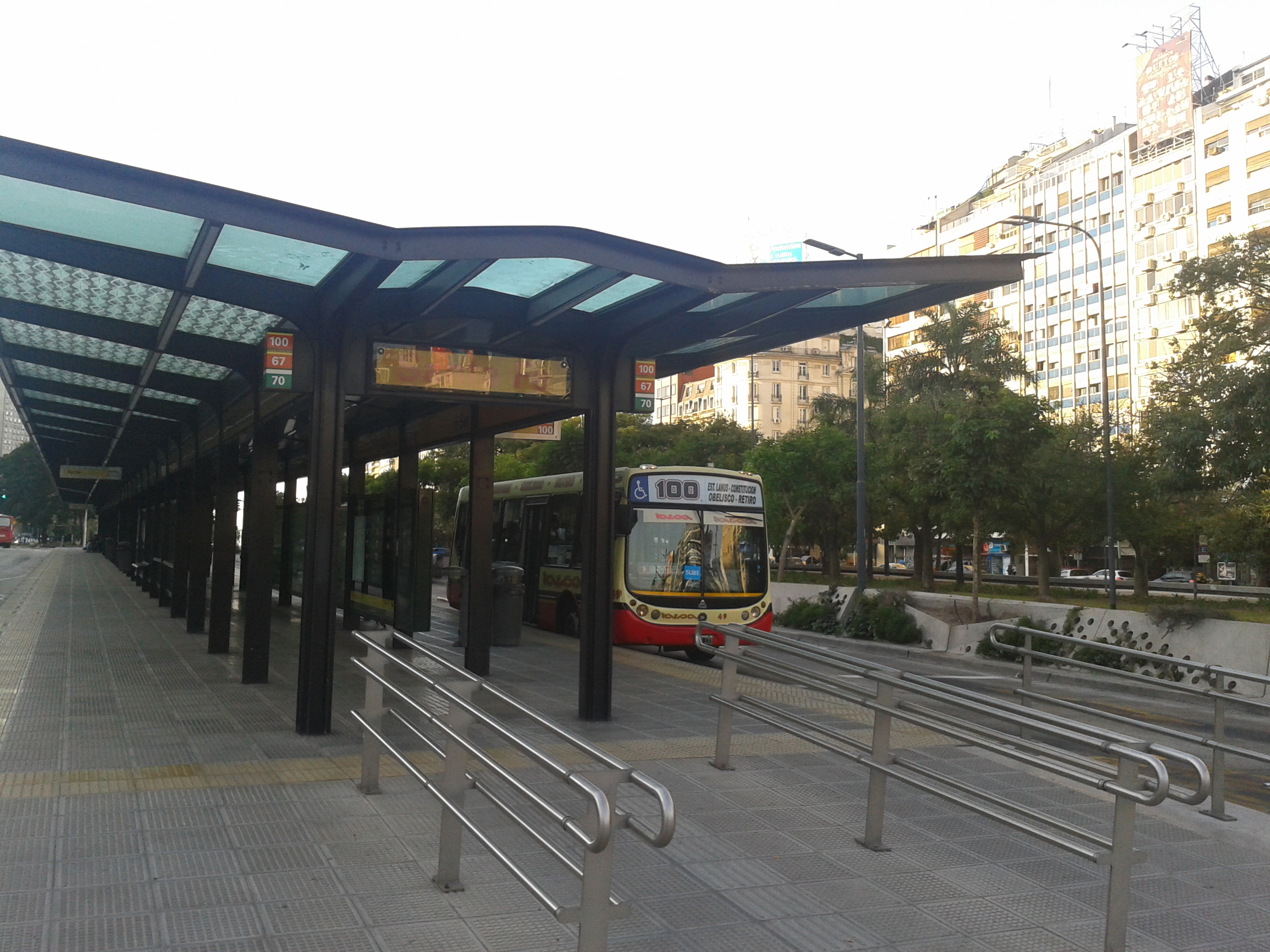
Autocarro 100 na Estação de Santa Fe.
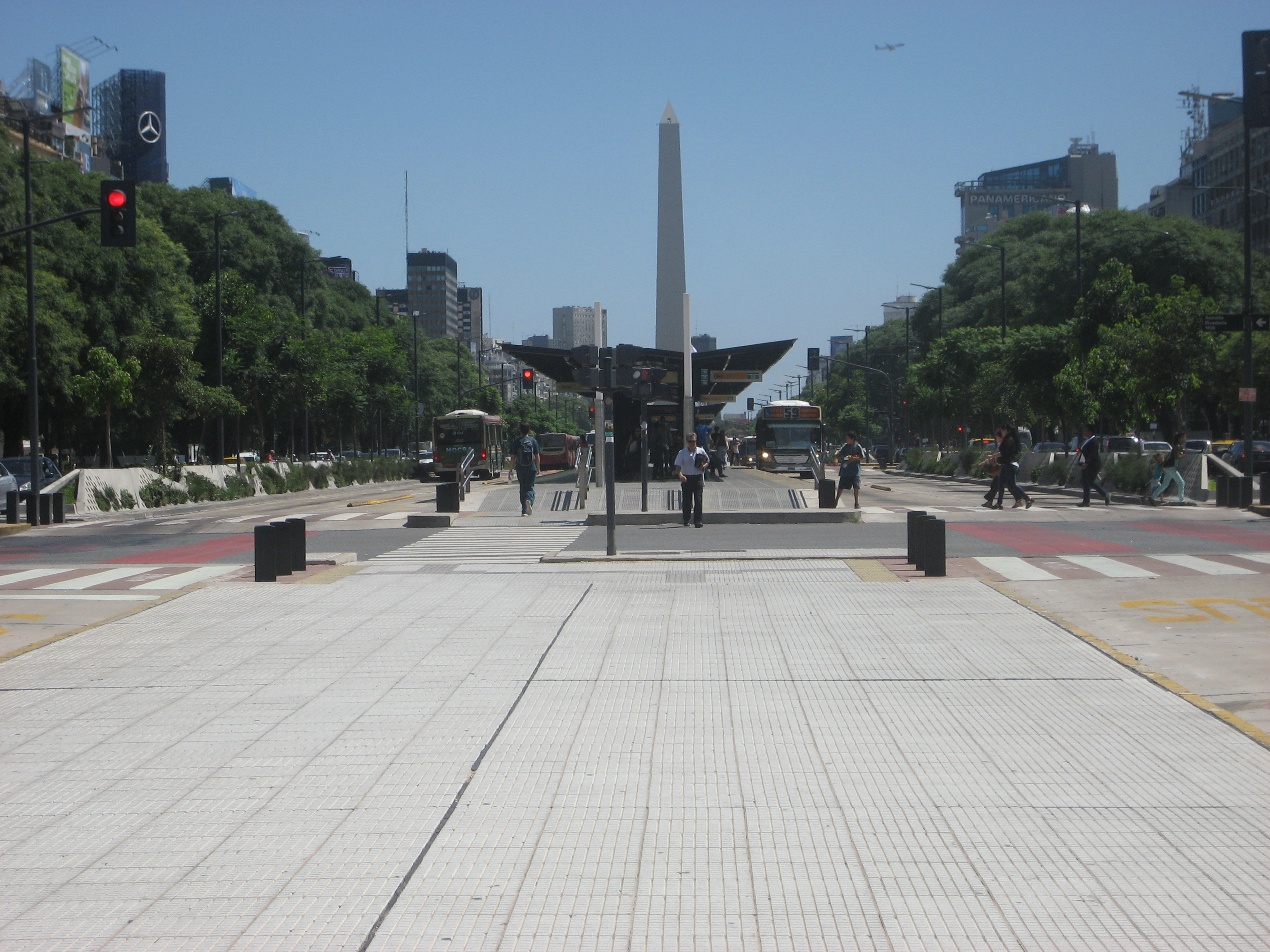
Vista do Obelisco a partir de uma estação de Metrobus.
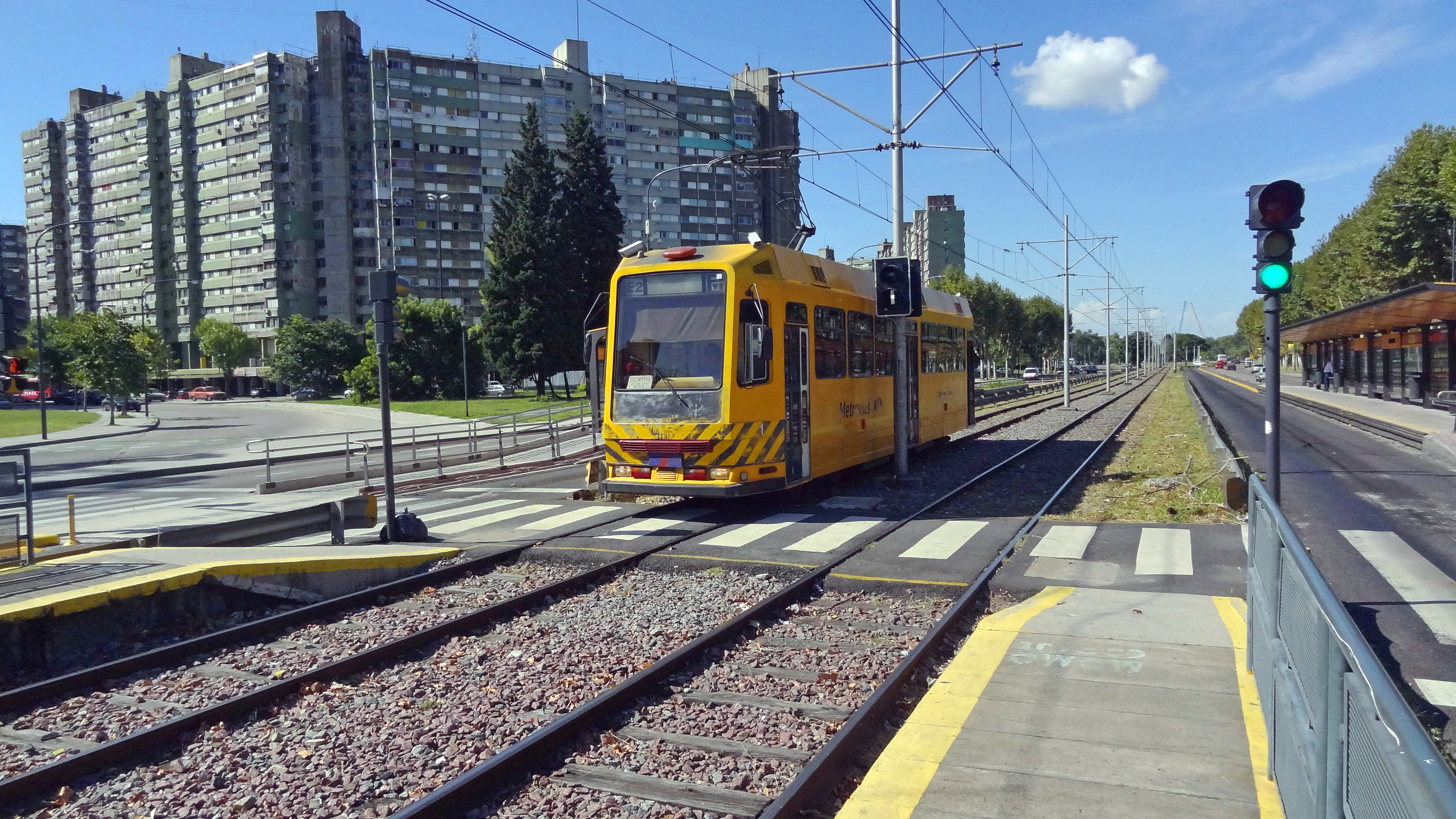
Uma estação da Metrpbus Sur perto de um eléctrico do PreMetro de Buenos Aires.